# 물길
물길(勿吉)은 쑹화강 유역에 거주하였던 부족이다. 5세기에 읍루의 세력이 약화되자 물길(勿吉)이 쑹화강 (松花江) 유역을 지배하였다. 6세기 중엽 물길의 세력 또한 약화되었다.
말갈(靺鞨)이라는 명사가 중국 사서에 처음 나온 것은 남북조 말기이다. 《북제서》무성제기(武成帝紀)에 기록하기를, "하청 2년(563)에 실위·고막해·말갈·거란(契丹)이 모두 사신을 보내 조공을 하였다(河淸二年, 室韋、庫莫奚、靺鞨、契丹幷遣使朝貢。)라고 기록하였다. 《북사》물길전에 의하면, "물길은 일설에 말갈이라 한다(勿吉, 一曰靺鞨。)라고 하였으니, 물길과 말갈은 바로 한 민족 족칭의 두 가지 각이한 사임을 판정할 수 있다. 물길과 말갈은 같은 어원을 가지고 있으며 명칭만 바뀌었다는 것을 알 수 있다. 물길의 대부분은 초기부터 고구려에 복속되었으며 부여의 압박으로 494년 고구려에 완전히 복속되었다.

## 같이 보기
- 숙신
- 읍루
- 말갈